# ルーツク公国
ルーツク公国（ロシア語: Луцьке князівство）は1154年にヴォルィーニ公国から分離したルーシの公国である。首都はルーツク（現ルーツィク）にあった。その領域は現在のウクライナ・ヴォルィーニ州の、ストィル川に面した地域にあたる。

## 歴史
1097年、キエフ大公スヴャトポルク2世らによるリューベチ諸公会議により、ルーシ各地の領土の分配が取り決められた。ルーツクはダヴィド・イーゴレヴィチの、その後すぐにダヴィド・スヴャトスラヴィチの所領となった。さらにその後はルーツクはヴォルィーニ公国の一部となった。とはいえ、1154年には再びヴォルィーニから分離した独自の公（クニャージ）として、ヤロスラフがルーツク公となった。
1227年、ルーツク公ムスチスラフが所領をガーリチ公ダニールに遺贈した。
1323年、ルーツク公国はゲディミナスに占領された。公国はロマン家出身者としては最後のガーリチ公となったアンドレイの娘を妻とした、ゲディミナスの年少の子のリュバルタスが統治することになった。
1393年、ルーツク公位はリトアニア大公国によって廃止された。